# آخول‌لو
آخول‌لو (ترکی آذربایجانی: Axullu) یک منطقهٔ مسکونی در جمهوری آرتساخ است که در استان هادروت واقع شده‌است.